# Oudemolen (Drenthe)
Pour les articles homonymes, voir Oudemolen.
Oudemolen est un village néerlandais de la commune de Tynaarlo, situé dans la province de Drenthe. Le 1er janvier 2020, la population s'élevait à 75 habitants.